# オンダンセトロン
オンダンセトロン（Ondansetron） は、5-HT3受容体拮抗薬として抗がん剤等による薬物性嘔吐の予防および治療に用いられる。選択的セロトニン拮抗薬であり、ドーパミン受容体やムスカリン受容体へは全く作用しない。ゾフラン（Zofran）という商品名で、ノバルティスから市販されている。胃腸炎の治療にも有効である。乗り物酔いによる嘔吐や手術後の悪心・嘔吐にも効果がある。経口（錠剤、口腔内崩壊錠、シロップ）のほか、静脈注射でも用いられる。
主な副作用は、下痢、頭痛、傾眠、瘙痒感である。重篤な副作用としては、QT延長症候群やアナフィラキシーが挙げられる。妊婦に対して危険であるとは思われていないが、充分に研究されていない。
オンダンセトロンが最初に医学的に用いられたのは1990年である。
WHO必須医薬品モデル・リストに収載されている。

## 作用機序
セトロン（stron）とは、5-HT3受容体の拮抗薬の語尾に付けられる名称である。オンダンセトロンは高選択性セロトニン 5-HT3受容体拮抗薬であり、ドーパミン受容体への親和性は低い。5-HT3受容体は末梢神経と中枢神経の両方に存在する。末梢では迷走神経終末であり、中枢では嘔吐中枢の化学受容器引き金帯である。セロトニンは、化学療法剤に反応して小腸のクロム親和性細胞から放出され、迷走神経求心性神経を5-HT3受容体を介して刺激して、嘔吐反射を開始する。オンダンセトロンの制吐作用が末梢、中枢のどちらかに働くのか、または両方に働き掛けるのかは明らかにされていない。

## 効能・効果
日本で承認されている適応は、抗悪性腫瘍剤（シスプラチン等）投与に伴う消化器症状（悪心、嘔吐）（化学療法誘発性悪心嘔吐、CINV）である。グラニセトロンと異なり、放射線療法誘発性悪心嘔吐（RINV）には承認されていない。
術後悪心嘔吐（PONV）にも有効であるが、高価であり、使用が制限される。

### 悪性腫瘍化学療法時
5-HT3受容体拮抗薬は、化学療法誘発性悪心嘔吐（や放射線療法誘発性悪心嘔吐）を治療・予防できる。

### 術後悪心嘔吐
術後悪心嘔吐の制御には、オンダンセトロンを含む多くの医薬品が有効である。オンダンセトロンの有効性はメトクロプラミドよりも強く、鎮静作用はシクリジンやドロペリドールよりも弱い。日本では保険適応がなかったが、2021年8月30日付で保険適応追加となった。

### 妊娠悪阻
オンダンセトロンは妊娠悪阻の治療薬として適応外使用される。通常、他の治療薬で効果が無かった場合に用いられる。
動物実験では、高用量のオンダンセトロン連日投与でも胎児への悪影響や妊孕性低下は見られなかった。デンマークのある研究では60万人以上の妊婦が調査対象となったが、流産、死産、主要出生異常、早産、低出生体重、在胎期間に較べて小さい（SGA）等のリスクの有意な上昇は認められなかった。一方で他の複数の研究では、先天性心疾患が増加して評価項目である主要先天性奇形の発生率が増加したと結論された。
米国での胎児危険度分類はBである。日本では、“治療上の有益性が危険性を上回ると判断される場合にのみ”服用するように添付文書に記載されている。なお、ラットで乳汁に移行することが判っているものの、ヒトで移行するか否かは不明である。ただ乳児の安全を考えるならば、オンダンセトロン使用中は授乳を中止すべきである。

### 周期性嘔吐症候群
オンダンセトロンは周期性嘔吐症候群の嘔吐期に有効な薬剤の1つである。

### 胃腸炎
胃腸炎や脱水症状に関係する嘔吐の低減にオンダンセトロンを用いた救急科の臨床試験がある。ある後ろ向き研究では、このような症状の58%でオンダンセトロンが投与されていた。薬の使用で入院は減少していたが、救急科の再受診は寧ろ増加していた。さらに、最初にオンダンセトロンを投与された患者は、投与されなかった患者よりも再受診率が高いようであった。しかし、これは単に、より重症の患者に薬が使われている頻度が多いからに過ぎないと思われる。オンダンセトロンの使用が重篤な疾患の症状を隠蔽することはない。

## 副作用
重大な副作用としては、ショック、アナフィラキシー様症状、てんかん様症状が知られている。
オンダンセトロンの副作用発現率は錠剤で8.4%、シロップ剤で1.7%、注射剤で6.8%である。主な副作用は頭痛、発熱（注射剤）、肝機能検査値異常である。肝臓のシトクロムP450で分解される。他剤の代謝にはほとんど影響を与えない。注射剤を急速注入すると聴器毒性を生じる。

### QT延長
オンダンセトロンはQT時間を延長させ、時に、致死的な不整脈として知られるトルサード・ド・ポワントを引き起こす。あらゆる患者で如何なる剤形でも起こり得るが、特に静脈注射時に顕著であり、用量依存的にリスクが増加する。他にQTを延長させる薬剤を服用している場合、先天性QT延長症候群、先天性心疾患、徐脈もリスクを増加させる。このような場合、オンダンセトロンの1回注射量は16mgを超えてはいけない。日本で承認されている用量・用量は成人では経口剤または注射剤（緩徐静注）1日1回4mg±適宜増減であり、効果が不充分な場合は同量の注射剤を使用できる、とされている。電解質異常がある場合には、オンダンセトロン投与前に補正すべきである。服用中の患者は、不規則な心拍、動悸、息切れ、目眩、失神等の症状を感じたら直ちに医師に知らせる必要がある。
1. ↑  通常、適宜増減とは半量〜倍量を指す[24]

### 過量投与
オンダンセトロンの拮抗薬は知られていない。したがって対症療法を実施し、代謝排泄されるのを待つ。

## 注意を要する場合

### 小児
4歳未満の小児を対象とした臨床試験はほとんどない。推奨用量は不明（日本では2.5mg/m2/日、最大4mg/日）であり、低出生体重児や新生児（使用経験がない）、乳児や小児（使用経験が少ない）に対する安全性は確立していない。

### 高齢者
75歳以下の高齢者では用量調節の必要はない。75歳以上の高齢者を対象とした臨床試験は実施されていないので、用量調節が必要か否かは不明である。

### 肝機能低下
オンダンセトロンは主に肝臓で代謝されることが知られており、肝機能が低下しているとオンダンセトロンの血中濃度が、肝機能が正常である場合に比べて上昇し得る。このため、重度肝機能障害を持つ患者への最高推奨投与量は8mg/日とされている。これらの患者ではオンダンセトロンの排泄速度は肝機能障害がない患者の1⁄2〜1⁄3となる。なお体組織中への分布濃度も肝機能障害が正常な患者よりも高いことが知られている。

## 物理・化学的性質
オンダンセトロンの化学式はC18H19N3Oで、モル質量は293.37 (g/mol)である。常圧における融点は231 ℃から232 ℃ほどであり、したがって常温常圧においてオンダンセトロンは固体として存在する。この固体は25 ℃の水に0.3551 (mg/l)程度しか溶解しない。なお、光に対してやや不安定で、光で徐々に変色してくるため、保存の際は遮光する必要がある。ちなみに、保存温度は常温で良い。

## 開発の経緯
オンダンセトロンは1980年代中盤にグラクソ・スミスクライン社が開発した。米国で承認されたのは1991年1月である。日本では1994年4月に承認された:1:1。小児用としては、日本では1996年1月に承認された。

## 出版バイアス
1997年、オンダンセトロンの臨床試験に関するメタアナリシスの結果がBritish Medical Journal に掲載された。1991年から1996年9月に出版された84の臨床試験の11,980名のオンダンセトロン投与患者が対象となった。オンダンセトロン4mg静脈注射vs.プラセボを比較した16の試験が含まれた他、6回複製された3つの試験が存在した。複製されていない16の試験から計算された 24時間以内の嘔吐を予防するための治療必要数（NNT）は9.5で、95%信頼区間（CI）は6.9〜15であった。複製された3試験ではNNTは有意に少なく、4.9（95%CI：4.4〜5.6）であった。複製された試験から導かれたオンダンセトロンの有効性は、23%高いものであった。
加えて、論文間の相互参照がなく、3つの論文の所見が8つの総論に参照されていたため、こっそりと複製されたこれらの試験を見付けるのは容易ではなかった。このメタアナリシスは、1999年のJournal of the American Medical Association の論説となった。

## 研究開発

### 抗精神病作用
2006年に、統合失調症治療薬ハロペリドールの補助としてのオンダンセトロンの二重盲検無作為化臨床試験が実施され、その有用性が示された。この試験では、統合失調症の陰性症状が有意に改善し、2薬剤を服用した患者ではハロペリドール単剤を服用した場合より（ハロペリドールの）副作用が少なかった。早期小規模非盲検試験では、オンダンセトロンは抗精神病薬誘発性遅発性ジスキネジアの治療に有用であり、その症状を大きく改善することが示された。
進行パーキンソン病に伴う精神症状の治療薬としての可能性が検討された。オンダンセトロンはドーパミン受容体や5-HT2A受容体への拮抗作用を持たないにもかかわらず有効であるように思われ、精神病の病因に興味深い問題を投げかけている。

### 依存症治療
アルコール依存症患者が持つ酒への欲求を低減させ得るという暫定的なエビデンスがある。覚醒剤中毒者に対する有効性も示唆されている。

### 麻酔後振戦
オンダンセトロンの麻酔後振戦に対する有効性を検討した小規模偽薬対照試験が2本実施された。麻酔前に1回静脈内投与すると、オンダンセトロンはペチジンと同程度の有効性を示した。